# M49 (galaxie)
Pour les articles homonymes, voir M49.
M49 (NGC 4472) est une vaste galaxie elliptique située dans la constellation de la Vierge. Elle a été découverte par l'astronome français Charles Messier en 1771 et il l'a inscrite à son catalogue comme M49.

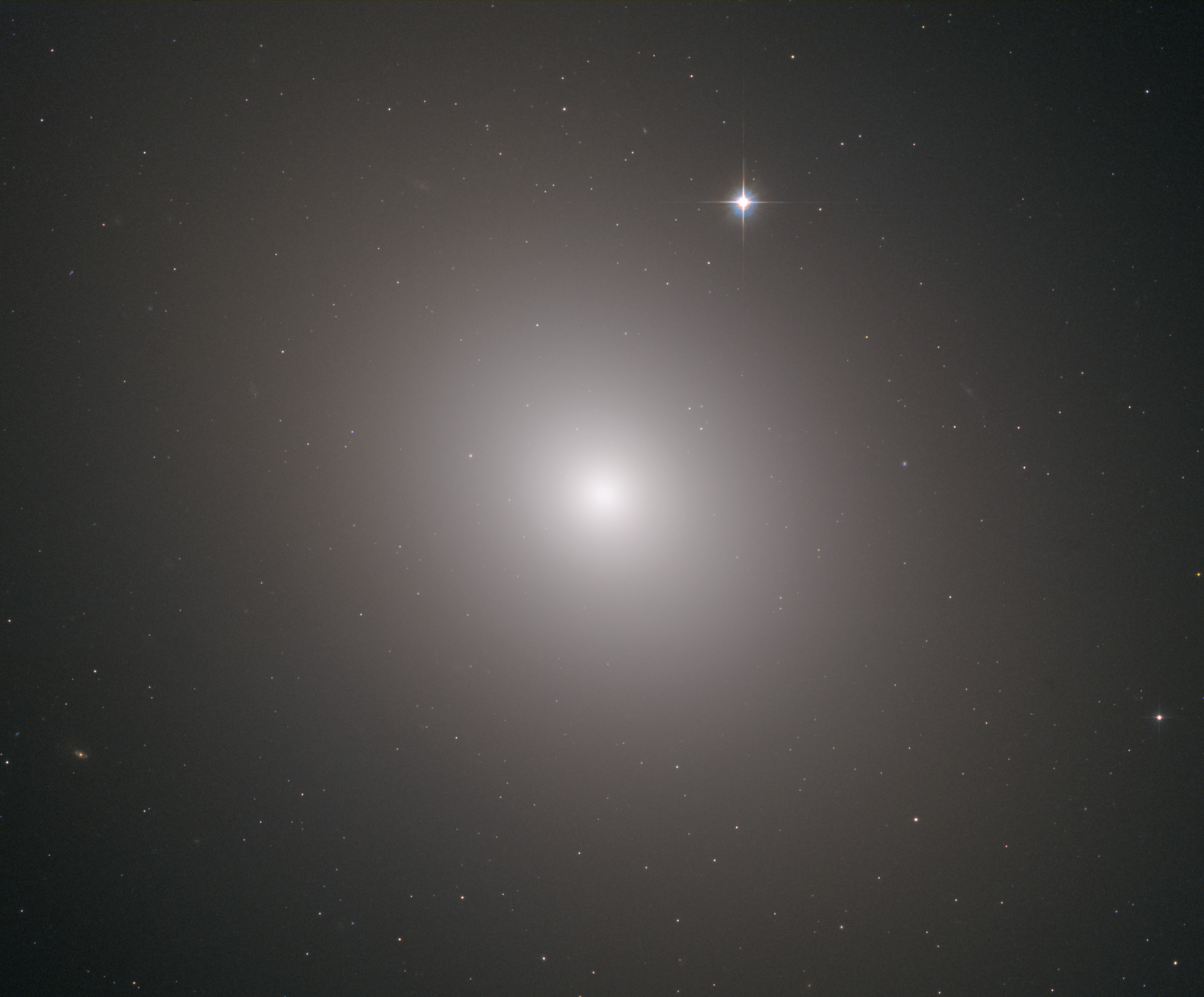
M49 par le télescope spatial Hubble.

## Caractéristiques

### Distance
Sa vitesse par rapport au fond diffus cosmologique est de 1 319 ± 24 km/s, ce qui correspond à une distance de Hubble de 19,5 ± 1,4 Mpc (∼63,6 millions d'al).
À ce jour, 69 mesures non basées sur le décalage vers le rouge (redshift) donnent une distance de 16,060 ± 2,873 Mpc (∼52,4 millions d'al), ce qui est à l'intérieur des valeurs de la distance de Hubble. Cependant, cette galaxie, comme plusieurs de l'amas de la Vierge, est relativement rapprochée du Groupe local et on obtient souvent une distance de Hubble très différente en raison de leur mouvement propre dans le groupe où l'amas où elles sont situées. Notons que c'est avec la valeur moyenne des mesures indépendantes, lorsqu'elles existent, que la base de données NASA/IPAC calcule le diamètre d'une galaxie.

### Morphologie
NGC 4472 a été utilisée par Gérard de Vaucouleurs comme une galaxie de type morphologique E+2. dans son atlas des galaxies.

### Galaxie de Seyfert
M49 est une galaxie active de type Seyfert 2. De plus, c'est une galaxie LINER, c'est-à-dire une galaxie dont le noyau présente un spectre d'émission caractérisé par de larges raies d'atomes faiblement ionisés.

### Les étoiles de M49
Cette galaxie elliptique renferme environ 200 milliards d'étoiles. M49 a été la première galaxie de l'amas de la Vierge découverte. À cette distance ou même plus rapprochée, son éclat est supérieur à toute autre galaxie.
Les galaxies elliptiques renferment habituellement une grande proportion de vieilles étoiles et elles ont très peu d'étoiles bleues. Dans son ensemble, M49 est jaune ce qui indique que ses étoiles sont plus vieilles et plus rouges que le Soleil. En fait, la dernière période de formation d'étoiles dans cette galaxie remonte à environ six milliards d'années, avant la naissance du Soleil.

## Amas globulaires
M49 contient aussi de nombreux amas globulaires, environ 6000, 7813 ± 830 selon une étude publiée en 2008, ce qui dépasse largement les quelque 150 de notre galaxie, la Voie lactée. En moyenne, ces amas sont âgés de dix milliards d'années. Il y a également un trou noir supermassif de plus de 500 millions de masses solaires ({\displaystyle M_{\odot }}) au centre de la galaxie.

## Les trous noirs de Messier 49

### Le trou noir supermassif
Selon une étude basée sur les observations par le télescope spatial Chandra du rayonnement X en provenance du centre de la galaxie M49 (NGC 4472 dans l'article) publiée en 2001, il y a un trou noir supermassif au centre de cette galaxie dont la masse est de 565 millions de masses solaires.

### Trous noirs d'origine stellaire
Entre les années 2000 et 2009, plusieurs indices de la présence d'un trou noir d'origine stellaire ont été découverts dans Messier 49. En se basant sur les observations du télescope spatial Chandra, on a trouvé un deuxième candidat en 2011 dans l'un des amas globulaire de M49.

## Supernova
La supernova SN 1969Q a été découverte dans M49 le 1er mai par l'astronome amateur australien Robert Evans. Le type de cette supernova n'a pas été déterminé.

## Groupes de M49, de M60 et l'amas de la Vierge
M49 est la galaxie la plus grosse et la plus brillante d'un groupe de galaxies qui porte son nom. Le groupe de M49 décrit par A.M. Garcia dans un article publié en 1993 compte 127 galaxies. On retrouve dans cette liste 63 galaxies du New General Catalogue dont NGC 4382 (M85), NGC 4472 (M49), NGC 4649 (M60) ainsi que 20 galaxies de l'Index Catalogue.
D'autre part, M49 (NGC 4472) dans les deux articles) apparait aussi dans une liste de 227 galaxies d'un article publié par Abraham Mahtessian en 1998 Cette liste comporte plus de 200 galaxies du New General Catalogue et une quinzaine de galaxies de l'Index Catalogue. On retrouve dans cette liste 10 autres galaxies du Catalogue de Messier, soit M49, M58, M60, M61, M85, M87, M88, M91, M99 et M100.
Toutes les galaxies de la liste de Mahtessian ne constituent pas réellement un groupe de galaxies. Ce sont plutôt plusieurs groupes de galaxies qui font tous partie d'un amas galactique, l'amas de la Vierge. Pour éviter la confusion avec l'amas de la Vierge, on peut donner le nom de groupe de M60 à cet ensemble de galaxies, car c'est l'une des plus brillantes de la liste. L'amas de la Vierge est en effet beaucoup plus vaste et compterait environ 1300 galaxies, et possiblement plus de 2000, situées au cœur du superamas de la Vierge, dont fait partie le Groupe local,.
De nombreuses galaxies de la liste de Mahtessian se retrouvent dans onze groupes décrits dans l'article d'A.M. Garcia, soit le groupe de NGC 4123 (7 galaxies), le groupe de NGC 4261 (13 galaxies), le groupe de NGC 4235 (29 galaxies), le groupe de M88 (13 galaxies, M88 = NGC 4501), le groupe de NGC 4461 (9 galaxies), le groupe de M61 (32 galaxies, M61 = NGC 4303), le groupe de NGC 4442 (13 galaxies), le groupe de M87 (96 galaxies, M87 = NGC 4486), le groupe de M49 (127 galaxies, M49 = NGC 4472), le groupe de NGC 4535 (14 galaxies) et le groupe de NGC 4753 (15 galaxies). Ces onze groupes font partie de l'amas de la Vierge et ils renferment 396 galaxies. Certaines galaxies de la liste de Mahtessian ne figurent cependant dans aucun des groupes de Garcia et vice versa.